# Georissa
Georissa is een geslacht van weekdieren uit de klasse van de Gastropoda (slakken).

## Soorten
- Georissa gomantongensis E. A. Smith, 1893
- Georissa hendersoni Preece, 1995
- Georissa leucococca Vermeulen, Liew & Schilthuizen, 2015
- Georissa minutissima (G. B. Sowerby I, 1832)
- Georissa nephrostoma Vermeulen, Liew & Schilthuizen, 2015
- Georissa obsoleta F. G. Thompson & Huck, 1985
- Georissa purchasi (L. Pfeiffer, 1862)
- Georissa pyxis (Benson, 1856)
- Georissa similis E. A. Smith 1893
- Georissa striata (Pease, 1871)